# Каратал (Давлекановський район)
Карата́л (рос. Каратал, башк. Ҡаратал) — присілок у складі Давлекановського району Башкортостану, Росія. Входить до складу Імай-Кармалинської сільської ради.
Населення — 87 осіб (2010; 106 в 2002).
Національний склад:
- татари — 59 %
- башкири — 33 %